# Świebodzin
Pour les articles homonymes, voir Świebodzin.
Świebodzin [ɕfjɛˈbɔd͡ʑin] (en allemand : Schwiebus) est une ville de la voïvodie de Lubusz, dans l'ouest de la Pologne. Elle est le chef-lieu du powiat de Świebodzin et d'une commune urbaine-rurale appelée gmina de Świebodzin.

## Géographie

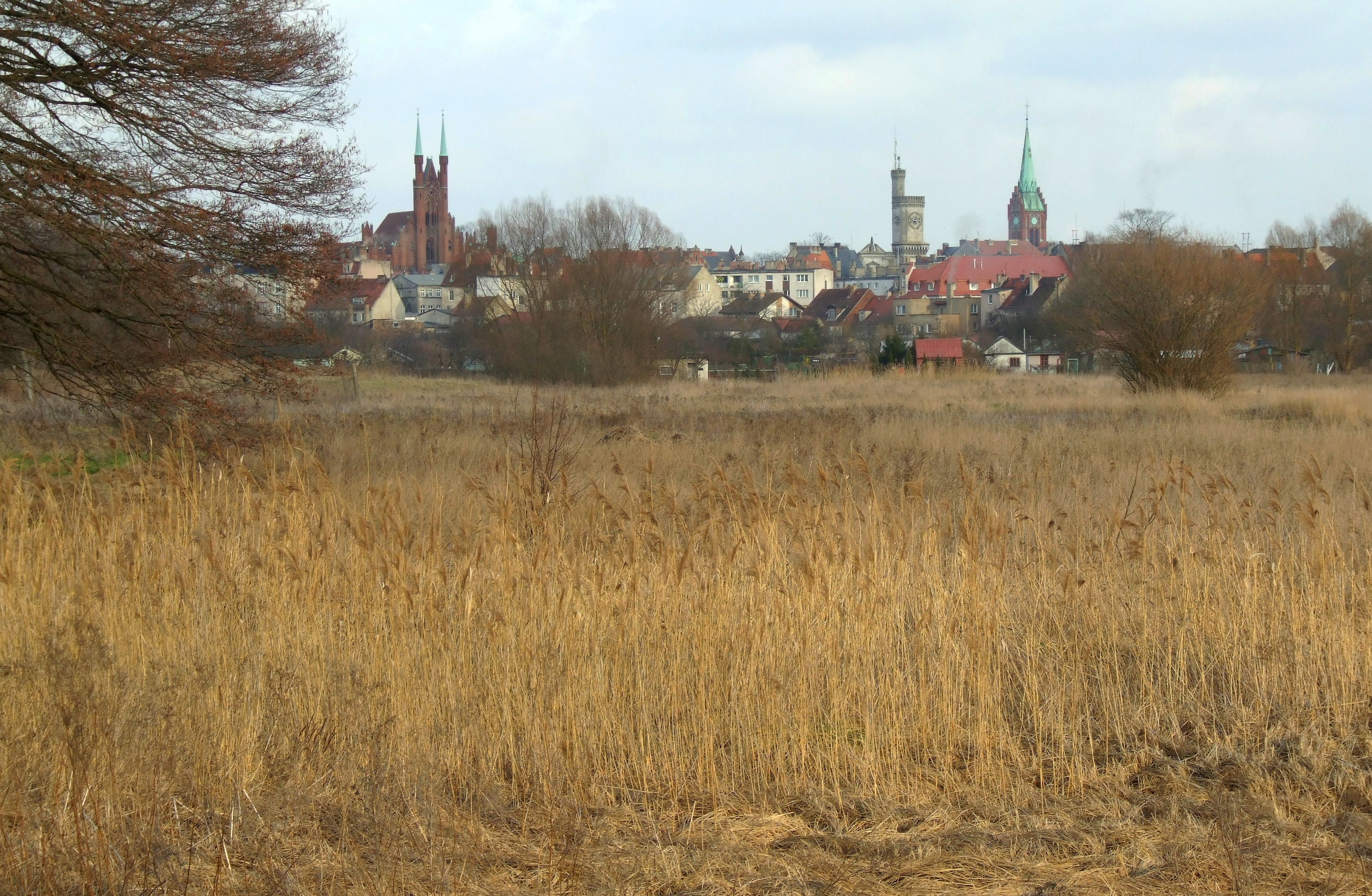
Vue sur la vieille ville.

La ville est située dans l'extrême nord de la région historique de Basse-Silésie, non loin des frontières avec la Grande-Pologne et la Nouvelle-Marche (le pays de Sternberg). Świebodzin se trouve à 39 kilomètres au nord-est de Zielona Góra (siège de la diétine régionale), 195 kilomètres au nord-ouest de Wrocław, 110 kilomètres à l'ouest de Poznań, 70 kilomètres à l'est de la frontière allemande et 130 kilomètres à l'est de Berlin.

## Histoire
La région était colonisée par des tribus slaves au début du Moyen-Âge et faisait partie du premier État polonais des Piast au Xe siècle. Après la mort du duc Boleslas III Bouche-Torse, en 1138, elle appartenait au duché de Silésie. 

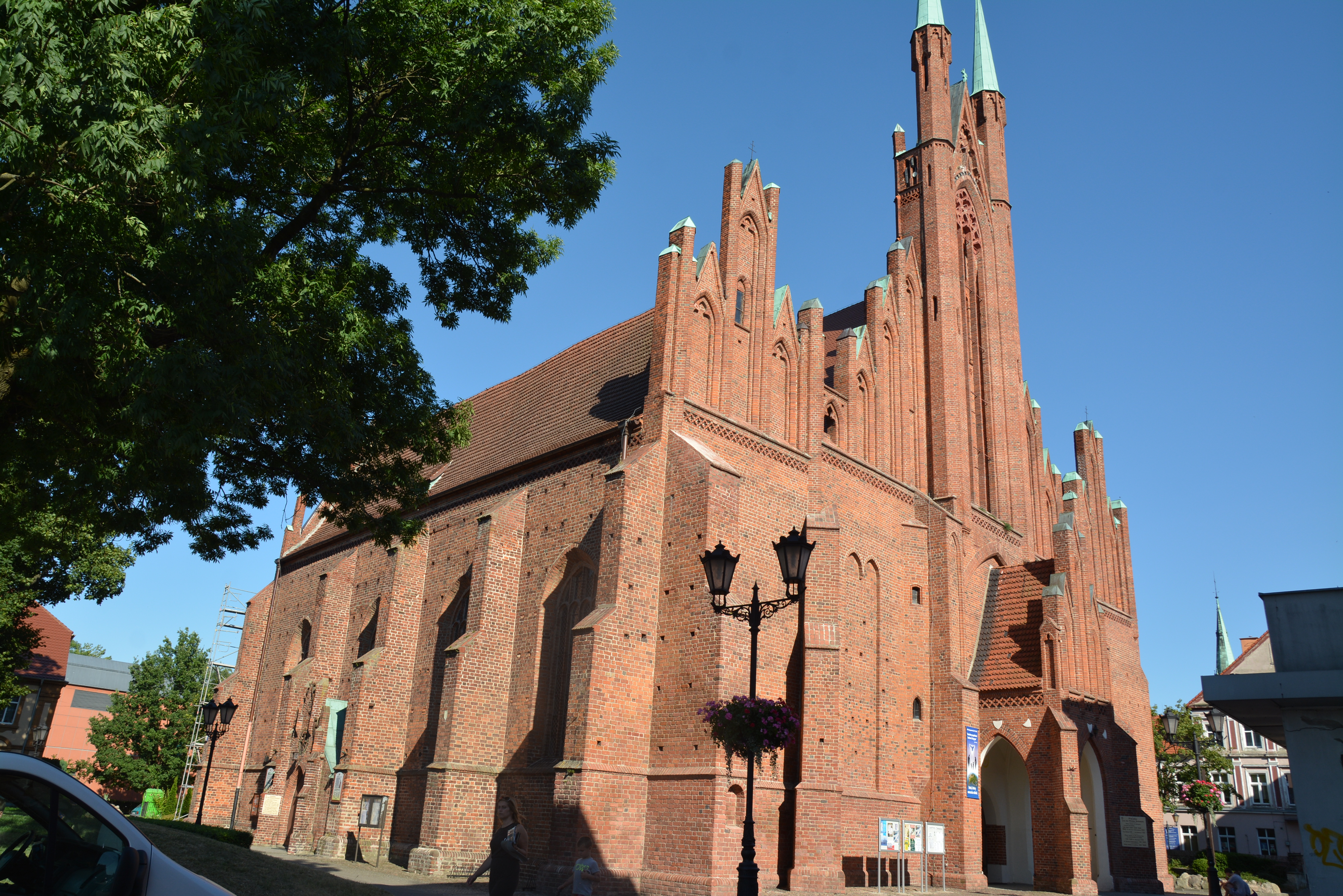
L'église de St Michel Archange.

Un château fort à Świebodzin est évoqué pour la première fois en 1228, lorsque le duc Conrad de Mazovie l'a remis aux chevaliers de l'Ordre de Saint-Jean de Jérusalem, pour leur soutien à la lutte contre les Prussiens. Les nouveaux propriétaires firent construire des fortifications ; la ville de Swebozin fut mentionnée en 1319. Une partie du duché de Głogów dès 1251, le domaine est devenu un fief de la couronne de Bohême après la mort du duc Przemko II en 1331, confirmé quatre ans plus tard par le traité de Trenčín. 
La lignée des ducs s'éteignit enfin en 1476 par la mort d'Henri XI de Głogów. Après de longues querelles avec le duc Jean II de Żagań, l'électeur Albert III Achille de Brandebourg, père de la jeune veuve Barbara de Hohenzollern, a pu prendre les territoires environnants de Krosno (Crossen) et de Sulechów (Züllichau), lorsque l'enclave de Świebodzin est toujours soumise à la domination des souverains bohémiens. À partir de 1526, la ville faisait partie intégrante de la monarchie de Habsbourg. Seulement de 1685 à 1694, elle était entre les mains des électeurs de Brandebourg.

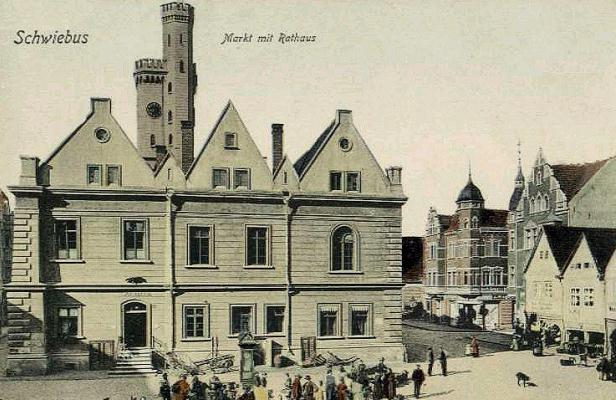
La place du marché et l'hôtel de ville vers 1900.

Dans la première guerre de Silésie, de 1740 à 1742, la seigneurie de Świebodzin a été conquise par l'Armée prussienne sous le roi Frédéric II. À la suite du congrès de Vienne en 1815, la ville silésienne de Schwiebus, conjointement avec Crossen et Züllichau, est incorporée dans l'arrondissement de Züllichau-Schwiebus (de) dans le district de Francfort au sein de la province de Brandebourg.
Dévastée par l'Armée rouge vers la fin de la Seconde Guerre mondiale, la ville retourne à la république de Pologne avec la mise en œuvre de la ligne Oder-Neisse en 1945. La population d'origine allemande est expulsée et remplacée par des polonais. De 1975 à 1998, la ville appartenait administrativement à la voïvodie de Zielona Góra. Depuis 1999, il appartient administrativement à la voïvodie de Lubusz.

## Statue du Christ-Roi
La ville est connue pour abriter, depuis 2010, la plus haute statue du Christ-Roi au monde. Celle-ci mesure 36 mètres, supérieure de six mètres au Christ Rédempteur de Rio de Janeiro, et repose sur une butte artificielle de 16 m. Elle est surmontée d'une couronne dorée de 3 m de hauteur.

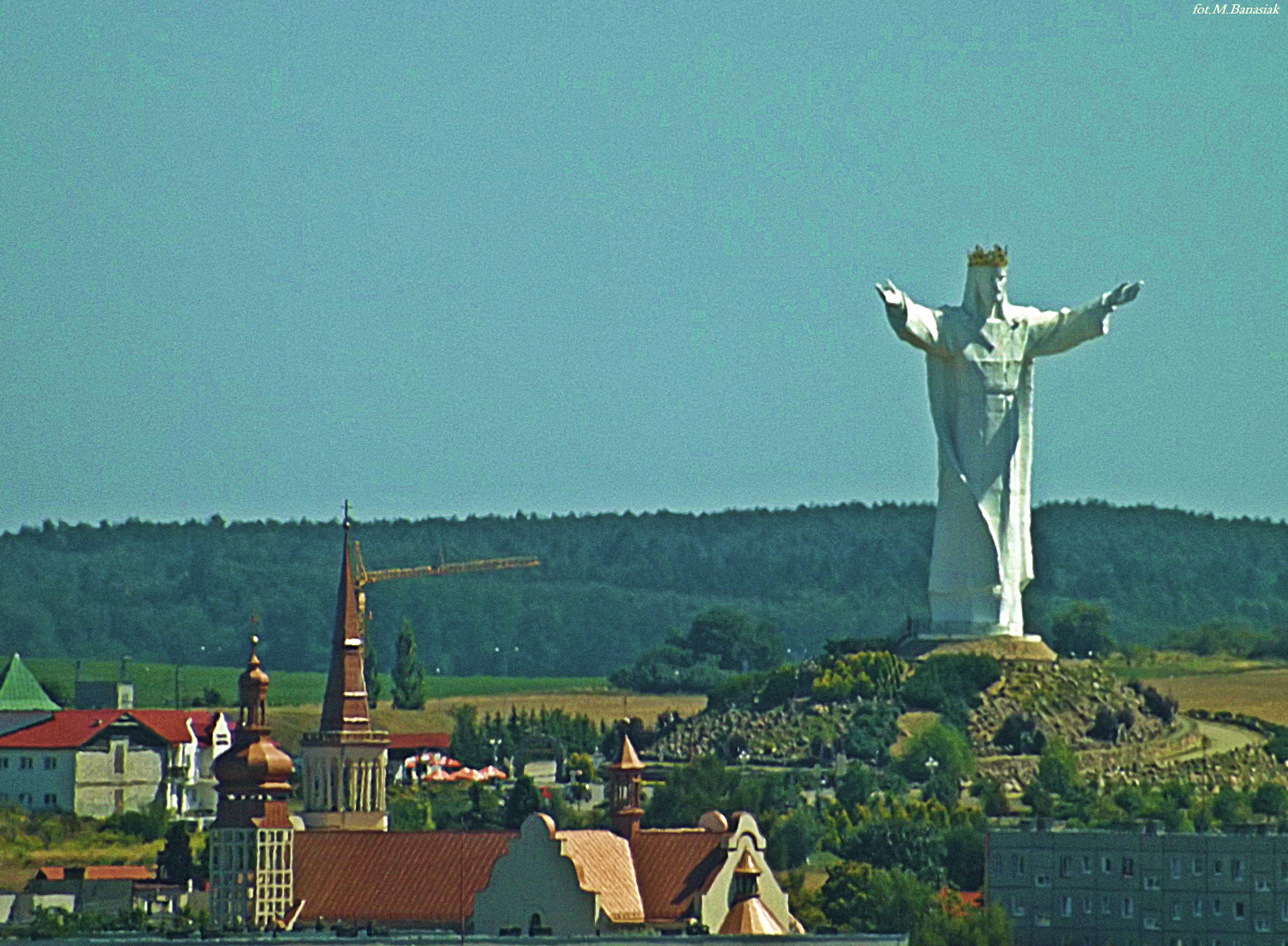
La statue du Christ-Roi.

## Personnalités notables liées à la ville
- Martin Agricola (1486–1556), compositeur et théoricien de la musique ;
- Ruth Margarete Roellig (1878–1969), écrivain ;
- Otto Feige (1882–1969), connu sous le pseudonyme de B. Traven, écrivain de langue allemande et auteur de Le Trésor de la Sierra Madre ;
- Werner Kolhörster (1887–1946), physicien, pionnier de la recherche sur les rayons cosmiques ;
- Walter Warzecha (1891–1956), amiral et dernier commandant de la Kriegsmarine ;
- Selli Engler (1899–1972), écrivaine et militante du mouvement lesbien ;
- Angelika Ott (née en 1942), actrice ;
- Michael Witzel (né en 1943), professeur gallois de Sanskrit[3] de l' Université Harvard ;
- Janusz Kowalski (né en 1952), coureur cycliste ;
- Zdzisław Hoffmann (né en 1959), premier champion du monde triple saut (1983) ;
- Piotr Rysiukiewicz (né en 1974), athlète spécialiste du 400 mètres ;
- Karolina Tymińska (née en 1984), athlète spécialiste de l'heptathlon.

## Relations internationales

### Jumelages
La ville a signé des jumelages ou des accords de coopération avec :
- Neuenhagen (Allemagne) ;
- Herzberg (Elster) (Allemagne) ;
- Friesoythe (Allemagne).

## Transports
La gare de Świebodzin se trouve sur la ligne de Varsovie à Słubice. La ville est également desservie par les sorties  12 Świebodzin Północ et  13 Świebodzin Południe de la voie rapide S3.